# Giuseppe Picchioni
Giuseppe Picchioni (Tivoli, 22 gennaio 1886 – Battaglia della Bainsizza, 29 agosto 1917) è stato un militare italiano, decorato di medaglia d'oro al valor militare alla memoria nel corso della prima guerra mondiale.

## Biografia
Nacque a Tivoli il 22 gennaio 1886,  figlio di Francesco e Fiorina Bartolini. Effettuò gli studi di scuola media a Parma e poi conseguì il diploma di ragioniere presso l'Istituto Tecnico "Macedonio Melloni". Attirato dalla carriera militare si arruolò nel Regio Esercito all'età di diciannove anni, in forza al 40º Reggimento fanteria in qualità di allievo ufficiale. Nel febbraio 1906 fu nominato sottotenente di complemento presso il 4º Reggimento fanteria della Brigata Piemonte, e poi frequentò il corso preparatorio presso la Regia Accademia Militare di Fanteria e Cavalleria di Modena, entrando in servizio permanente effettivo nel settembre 1907, assegnato al 36º Reggimento fanteria della Brigata Pistoia. Promosso tenente nel settembre 1910, divenne capitano nell'aprile 1915 trasferito al 68º Reggimento fanteria della Brigata Palermo.
All'atto dell'entrata in guerra del Regno d'Italia, avvenuta il 24 maggio 1915, il suo reggimento raggiunse la zona di operazioni in Valtellina passando il confine con l'Impero austro-ungarico nel Tonale. Nel mese di ottobre fu trasferito al 29º Reggimento fanteria della Brigata Pisa, partecipando alla quarta battaglia dell'Isonzo a Bosco Cappuccio dove rimase ferito, il 24 novembre, da uno shrapnel ad una gamba e venendo ricoverato in ospedale. Ritornò in prima linea nell'aprile 1917, e promosso maggiore nel mese il 19 agosto fu trasferito al 79º Reggimento fanteria della Brigata Roma assumendo il comando del III Battaglione. Dieci giorni dopo, in piena battaglia della Bainsizza ricevette l'ordine di attaccare quota 778 del Veliki Vhr. Partecipò alla prima ondata d'assalto, sotto intenso fuoco nemico, conquistando dei primi ordini di trincee catturando personalmente una trentina di prigionieri. Costretto a ripiegare con i pochi superstiti a causa della violenza del contrattacco nemico supportato da un intenso fuoco d'artiglieria, e riordinò le file del reparto andando nuovamente all'assalto. Ferito dapprima alla coscia sinistra e poi da una scheggia al viso, continuò a comandare l'attacco fino a che cadde colpito a morte da una pallottola alla testa. Per onorarne il coraggio in questo frangente fu decretata la concessione della medaglia d'oro al valor militare alla memoria. La salma fu tumulata nel cimitero di Auzza, lasciava la moglie e due figli.

### Annotazioni
1. ↑  Il devastante fuoco dell'artiglieria nemica uccise in pochi minuti quattro ufficiali e 57 uomini di truppe, ferendo 15 ufficiali e oltre 300 soldati.

### Fonti
1. 1 2 3 4 5 6  Combattenti Liberazione.
2. ↑  Carolei, Greganti, Modica 1968, p. 130.
3. 1 2 3 4 5  Coltrinari, Ramaccia 2018, p. 131.
4. ↑   Bollettino ufficiale delle nomine, promozioni e destinazioni negli ufficiali e sottufficiali del R. esercito italiano e nel personale dell'amministrazione militare, 1918,  p. 103. URL consultato il 22 agosto 2021.
5. ↑  Storia e Memoria di Bologna.
6. ↑  Medaglie d'oro al valor militare sul sito della Presidenza della Repubblica